# Frits Schlegel
Frits Schlegel (4. maj 1896 på Frederiksberg – 5. marts 1965 på Frederiksberg) var en dansk funktionalistisk arkitekt, der var den første til at eksperimentere med in situ-støbte betonhuse på dansk grund.
Schlegels forældre var fuldmægtig og senere inspektør ved Frederiksberg Kommunes fattigvæsen Carl Frederik Adolph Schlegel og Oline Alstrup. Han blev murersvend 1915, dimitterede fra Teknisk Skole året efter og blev forberedt til Kunstakademiet af Edvard Thomsen. Schlegel kom på Kunstakademiets Arkitektskole, hvor han studerede fra september 1916 til 1923 og vandt den lille guldmedalje 1924 (for et stadion) og den store guldmedalje 1927 (et universitet i Jylland). Han var ansat hos Martin Borch 1916-17, hos Edvard Thomsen 1916-34 og G.N. Brandt fra 1920. De to sidstes tegnestuer blev hans primære læresteder, hvor han kunne udfolde sit fremragende tegnetalent.
Schlegel havde egen tegnestue fra 1934 til sin død i 1965. Han var på studierejser til Frankrig, England, Italien, Skandinavien og USA. Ud over arkitekturen skabte Schlegel en del kunstindustri og møbler af meget moderne tilsnit. Han var medlem af bestyrelsen for Akademisk Arkitektforening 1944-48. Han fik Zacharias Jacobsens legat 1926 og Eckersberg Medaljen 1941.
Schlegel blev gift første gang 23. september 1925 i Asminderød med operasanger Marie Louise Møller (26. juli 1899 i Brønderslev – 27. oktober 1948 i Gentofte), datter af violinist, senere kgl. kammermusikus Peder Møller og Eugenie Lense. Andet ægteskab indgik han 28. april 1951 med redaktør Fritse Eline Jessen Graae (13. februar 1897 i Nykøbing Falster – 2. april 1971 i København), datter af overretssagfører Frederik Jessen Graae og Mathilde Emilie Wennerberg. Frits Schlegel er begravet på Ordrup Kirkegård.

## Værker
- Ombygning af Daells Varehus, Nørregade 12, København (1923, 1. præmie 1922, sammen med Vilhelm Lauritzen)
- Om- og tilbygning af samme (1928-31, sammen med samme)
- Søndermarkens Krematorium, Roskildevej 59-61, Frederiksberg (1927-28, 1. præmie 1926, sammen med Edvard Thomsen)
- Husum Skole, Karlslundevej 23, København (1928-30, 1. præmie 1928, sammen med samme)
- Eget hus, Søbakken 26, Charlottenlund (1928-29)
- Villa, Filosofgangen 17, Odense (1929)
- Villa, Ehlersvej 17, Hellerup (1930-31)
- Sommerhus for professor Erik Abrahamsen, Ternevej 2B, Vejby Strand (1931)
- Villa, prøvehus for Dansk Cement Central, Bernstorffsvej 17, Hellerup (1931, i beton, fredet)
- Villa, Ellehøj 3, Hellerup (1932, i beton)
- Villa, prøvehus for Dansk Cement Central, Tuborgvej 95, Hellerup (1933, i beton)
- Villa, prøvehus for Dansk Cement Central, Bloksbjerget 12, Klampenborg (1935, i beton)
- Vesterbros Asyl, nu Mændenes Hjem, Istedgade/Lille Istedgade, København (1935)
- Villa, Tuborgvej 98, Hellerup (1935)
- Overformynderiet, nu Velfærdsministeriet, Holmens Kanal 20, København (1935-37)
- Handelsbankens Grøndalsafdeling og Grøndalsapoteket, Sallingvej 2-4, Godthåbsvej 229, Vanløse (1936)
- Mariebjerg Kapel og Krematorium, Gammelmosevej 2, Gentofte (1936-37, præmieret)
- Sommerhuset Frederikslund for fru Landschultz, Vedbæk Strandvej 418, Vedbæk (1936)
- Villa, Søndre Strandvej 48, Rungsted (1936)
- Villa for grosserer S. Dethlefsen, Rungsted Strandvej 45 (1936)
- Ombygning af C.W. Obels Gård, Vestergade 2, København (1936, præmieret)
- Villa, Hasserisvej 115, Aalborg (1936-37)
- Gammel Kongevejsgården, Gammel Kongevej 74-76, Frederiksberg (1938-39, præmieret, sammen med Magnus Stephensen)
- Frederiksberggården, Gammel Kongevej 70-72 (1939-40, sammen med samme)
- I København Zoo: Tilbygning til Store Rovdyrhus (1937), Girafhuset (1938-39, præmieret), Ormegården (1938), Antilopestalden (1939), Bjørnegrotten (1950-51, præmieret 1951)
- Forsøgshus, Grøndals Parkvej 42, Vanløse (1938-39)
- Colombarium, Søndermarkens Krematorium (1938)
- Villa, Pilevej 29, Hillerød (1939)
- Lille Kapelsal, sammesteds (1940)
- Fabriksbygninger for De forenede Textilfabrikker, Aalborg (1938-51, sammen med Carl Einar Glahn)
- Tilbygning til Hellerup Skole, nu Copenhagen International School, Hellerupvej 26 (1940-41)
- Projekt til ikke opført villa, Vedbæk Strandvej 325, Vedbæk (1945)
- Villa for modstandsmanden Erik Nyegaard, Strandvejen 184, Skovshoved (1946-48, Bent Faurschou-Hviids dødssted, opr. hus schalburgteret 18. oktober 1944)
- Forsøgshus, Vejlemosevej 16, Holte (1949)
- Villa, Jagtvej 11, Aalborg (1950)
- Dansetten, Tivoli, København (1948, præmieret 1950)
- Gangbro til samme over Tivolisøen (1949)
- Klubhus for Akademisk Boldklub, Nørre Allé, København (1950, sammen med Kaj Gottlob)
- Frederiksgårds Skole, Frederiksgårds Allé 13, Vanløse (1949-52)
- Statsanstalten for Livsforsikring, siden 1994 hovedsæde for 3F – Fagligt Fælles Forbund, Kampmannsgade 4, Nyropsgade 20-28, Vester Søgade 42, København (1950-53, sammen med Mogens Lassen, Axel Saltos dekorationer, på nær én fredet, blev destrueret i 1994)
- Tivolis Koncertsal, Tietgensgade 20, København (1954-56, sammen med Hans Hansen, ombygget, delvist nedrevet og Mogens Zielers mosaik fjernet 2005)
- Bikuben, Nørre Voldgade 68, København (1958)
- Boligbebyggelsen Messinagården, Messinavej 14-36, Marengovej 1-23, Backersvej 19, København (1962)
- Sommerhuse i Nordsjælland, apoteksindretning og restaureringer mm.

### Konkurrencer
- Feriehytte (1917, 1. præmie)
- Regulering og istandsættelse af Rosenborg Have (1920, indkøbt)
- Aarhus Universitet (1931, 3. præmie, sammen med Edvard Thomsen)
- Regulering af Sankt Bendts Kirkes omgivelser, Ringsted (1933, 1. præmie, sammen med Niels Svendsen)
- Hovedbibliotek for Københavns Kommune ved Farimagsgade (1938, bedste projekt)
- Regulering af Rådhuspladsen, København (1942, 1. præmie)
- Aalborghallen (1945, 2. præmie)
- Udvidelse af Københavns Rådhus (1946, sammen med Jørgen Juul Møller, indkøbt)
- Ny fabrik for ATLAS, Lundtofte (1946, 2. præmie)

### Skriftlige arbejder
- Medforfatter og redaktør af: Murværk og Jernbeton, 1938.